# 亚西尔·塞拉万
亚西尔·塞拉万（阿拉伯语：‎，1960年3月24日—），美国国际象棋棋手、特级大师，出生于叙利亚大马士革。
塞拉万于1979年获得国际象棋世界青年冠军，此后曾于1981年、1986年、1989年、2000年四度获得美国国际象棋全国冠军。
塞拉万的妻子是女子棋联大师Yvette Nagel。她是荷兰政治家Jan Nagel之女。